# Fregatte 127
Die Fregatte Klasse 127 (kurz F127) ist ein aktuell laufendes Beschaffungsprogramm der Deutschen Marine für den zeitgerechten Ersatz der bisherigen drei Fregatten der Sachsen-Klasse (F124).

## Geschichte
Das Programm, auch unter dem Arbeitsnamen „Projekt Next Generation Frigate – Air Defence (NGFrig-AD)“ bekannt, wurde durch die Abteilung Planung im Bundesministerium der Verteidigung im Jahr 2018 initiiert und befindet sich derzeit in der Analysephase Teil 2 unter Federführung des BAAINBw. Eine Auswahlentscheidung durch den Generalinspekteur der Bundeswehr ist für Beginn des Jahres 2025 vorgesehen.
Die Planungen sehen derzeit fünf Schiffe vor, die ab 2033/34 zulaufen sollen, was einen Bauvertrag sowie die Beschaffung der relevanten Einsatzsysteme spätestens im Jahr 2026 bedingt.
Am 2. September 2024 genehmigte das Bundeskartellamt die Bildung eines Gemeinschaftsunternehmens zwischen thyssenkrupp Marine Systems GmbH (tkMS) und der NVL B.V. & Co. KG (NVL). Die Projektgesellschaft will sich gemeinsam für die Konstruktion und den Bau von 5 Schiffen (+1 Option) der F127 bewerben. Das Bundesamt für Ausrüstung, Informationstechnik und Nutzung der Bundeswehr will den Auftrag Mitte 2025 vergeben.
Am 18. Dezember 2024 billigte der Haushaltsausschuss einen Vertrag für Vorbereitungsmaßnahmen des Projektes Fregatte F127.
Eine ursprünglich angedachte Kooperation (Letter-of-Intent) zwischen dem Bundesministerium der Verteidigung und dem niederländischen Verteidigungsministerium vom 17. Dezember 2020 bezüglich einer gemeinsamen Entwicklung der Schiffe, der Radare und des Führungs- und Waffeneinsatzsystems steht inzwischen aufgrund der seit Februar 2022 geänderten geopolitischen Situation und der stringenten zeitlichen Notwendigkeit zur fähigkeitslückenlosen Ablösung der Schiffe der Sachsen-Klasse auf dem Prüfstand.
Im 2023 von der Bundeswehr veröffentlichten Zielbild Marine 2035+ wird ein Bedarf von 6 statt der bis dahin projektierten 5 Einheiten genannt. Diese Planung wurde im Strategiepapier „Kurs Marine“ im Mai 2025 bestätigt. Laut diesem sollen die Fregatten außerdem durch drei Large Remote Missile Vessels ergänzt werden.

## Auftrag
Der Hauptauftrag der F127 wird der Schutz eines Einsatzverbandes oder -gebiets gegen Bedrohungen aus der Luft (Air-and-Missile-Defence (AMD)) sein, dabei zukünftig auch gegen ballistische Flugkörper und Hyperschallgleiter. Die Schiffe der Klasse F127 sollen sich dabei in den Wirkverbund der boden- und luftgestützten Luftverteidigung integrieren können bzw. auch einen Beitrag zur territorialen Flugkörperabwehr zum Heimatschutz leisten.
Darüber hinaus sollen die Fregatten neben der Hauptaufgabe Luftverteidigung auch zur Über- und Unterwasserseekriegführung, weitreichende Bekämpfung von Landzielen sowie zum Wirken im Cyber- und Informationsraum. befähigt werden.

## Schiffsentwurf
Das Design des Schiffes wird im Wesentlichen durch die Waffensysteme bzw. Startanlagen für Flugkörper und die umfangreiche Sensorik bestimmt werden. In der Größe und Fähigkeitsvorgabe orientiert die F127 sich an den Zerstörern der Arleigh-Burke-Klasse FLT III, allerdings ist für die F127 ein deutlich reduziertes Besatzungskonzept vorgesehen.
Die Bewaffnung und Sensorausstattung ist zwar noch nicht abschließend festgelegt, es zeigt sich aber aus den bisherigen Marktsichtungen, dass für die geforderten AMD-Fähigkeiten marktverfügbar voraussichtlich nur das US-amerikanische Aegis-Kampfsystem (in Verbindung mit den zugehörigen US-amerikanischen Lenkflugkörpern) alle Forderungen erfüllen bzw. zeitgerecht bereitstellen könnte.
Um neue Fähigkeitsanteile flexibel nachrüsten zu können, wird einer der beiden für den Bordhubschrauber Sea-Tiger vorgesehenen Hangare als Flex-Bereich für die Aufnahme modularer Ausrüstung konzipiert. So können alternativ z. B. Einsatzboote, unbemannte Unter-/Überwasserwasserfahrzeuge, Flugdrohnen oder Seeminen mitgeführt werden.
Wie beim Einsatzsystem auch, soll auf einem (voraussichtlich nationalen) verfügbaren und ausgereiften Schiffsentwurf aufgesetzt werden, da nur auf Basis der damit entfallenden Design- und Qualifizierungs-/Nachweisphasen eine Bereitstellung der ersten Einheit der Klasse F127 einsatzbereit bis Ende 2033 möglich ist. Nach Schätzung aus dem Jahre 2024 werden die Fregatten einen zweistelligen Milliardenbetrag Euro kosten.
Im Juli 2024 stellte TKMS einen Entwurf für eine Luftverteidigungs-Fregatte unter der Bezeichnung MEKO A 400 AMD vor, der als Vorschlag für die Klasse F127 gilt. Der Entwurf ist mit zwei Mk 41 Vertical Launching Systems mit insgesamt 64 Zellen ausgestattet und verwendet das Aegis-Kampfsystem. Des Weiteren verfügt der Entwurf über eine Bordkanone 127/64 Lightweight, Starter für die Naval Strike Missile und Nahbereichsschutzsysteme.